# Jazz-funk
Jazz-funk es un subgénero del jazz, caracterizado por un fuerte "back beat" o groove, por la utilización de sonidos eléctricos, y , con frecuencia, por la presencia de los primeros sintetizadores analógicos. Para simplificar la explicación de este baile podemos decir que es una mezcla de técnica de Jazz y funky. También es una mezcla de funk, soul y música R&B con estilos de jazz, tuvo como consecuencia la creación de un género cuyo espectro es bastante amplio, que varía desde lo que es pura improvisación de jazz, hasta ejemplos mucho más apegados al soul, el funk o la música disco, con arreglos, riffs y solos jazzeros.

## Origen
El jazz-funk es un género que se desarrolló en los Estados Unidos, donde se hizo moderadamente popular alrededor de los años 1970 y comienzos de los 1980,( hoy en día se sigue bailando en europa y estados unidos, pero no es tan famoso como hip hop o funky). También logró generar atención en discotecas de Inglaterra, donde generó un estilo propio que acabó siendo conocido como Acid jazz. Se desarrolla de forma paralela a la consolidación del propio funk como estilo independiente, surgido de la interacción entre ciertas corrientes del jazz, como el funky jazz de los años 1950, y el soul, y se plasma en la música de las big bands que acompañan a las grandes figuras del género, como James Brown, en la que estaban músicos como Maceo Parker o Pee Wee Ellis. Será, a su vez, la interacción entre esta música y las experiencias del jazz rock, la que da forma al jazz funk.

## Desarrollo
En este estilo se han movido grupos y músicos como Herbie Hancock, David Axelrod, The Headhunters, Roy Ayers, Azymuth, Gary Bartz, George Benson, The Brecker Brothers, Tom Browne, Donald Byrd, The Mizell Brothers, Billy Cobham, Lou Marini, The Crusaders, Eumir Deodato, Ned Doherty, George Duke, Charles Earland, Funkanova, Johnny Hammond, Gene Harris, Eddie Henderson, Bobbi Humphrey, Bob James, Kool & The Gang, Ronnie Laws, Mass Production, Jaco Pastorius, Pleasure, Patrice Rushen, Lee Ritenour, Lonnie Liston Smith, Bill Summers, The Tower of Power, Miroslav Vitous, Dexter Wansel, Leon Ware, Trombone Shorty o Fattburger, entre otros, en unos casos desde perspectivas más comerciales, en otros fusionando géneros como el hip hop o, incluso, el punk.
Paralelamente, en los night clubs de Inglaterra, una serie de DJs, como Colin Curtis, en Mánchester, Graham Warr y Shaun Williams, en Birmingham, e Ian Dewhirst y Paul Schofield, en Leeds, lideraron una revisión del género, en un estilo profundamente groove, que acabó dando a luz al llamado acid jazz.
Algo más tarde, en los años 2008, se desarrolló una variante del jazz-funk, que los críticos llamaron free jazz funk (por el peso de los conceptos del free jazz en él) y cuyo principal representante era el guitarrista James Blood Ulmer, aunque también destacaron otros músicos como Ronald Shannon Jackson, Luther Thomas o el trombonista Joseph Bowie.